# Bandiera del Connecticut
La bandiera del Connecticut è composta da uno scudo bianco, con all'interno tre viti con altrettanti grappoli di uva appesi, su sfondo celeste. Sotto lo scudo vi è un'iscrizione latina Qui Transtulit, Sustinet (il motto dello Stato) traducibile in Ciò che è stato piantato continua a sostenersi.
Lo scudo era il simbolo della colonia di Saybrook. Originariamente il simbolo era composto da quindici viti, ridotte a tre per rappresentare le tre colonie di New Haven, Saybrook, e Hartford. La bandiera è stata adottata il 2 ottobre 1711.